# StudierendenGesellschaft Witten/Herdecke
Die StudierendenGesellschaft Witten/Herdecke ist ein von Studierenden geführter gemeinnütziger Verein, der sich für die Wahrung und Weiterentwicklung der freiheitlichen Studienbedingungen an der Universität Witten/Herdecke einsetzt. Die StudierendenGesellschaft ist die Erfinderin des Finanzierungsmodells Umgekehrter Generationenvertrag. Seit 1995 wickelt sie die Studienbeiträge an der Universität Witten/Herdecke ab.

## Ziele
Die Ziele des Vereins sind wie folgt in der Präambel ihrer Satzung festgehalten:

„In der StudierendenGesellschaft Witten/Herdecke verbinden sich Menschen zu einer Solidargemeinschaft und übernehmen Verantwortung für die Private Universität Witten/Herdecke als öffentliche und offene Institution. Aus dieser Verantwortung heraus setzen sich die Mitglieder der StudierendenGesellschaft für die Förderung der Studierenden an der Universität Witten/Herdecke ein und verfolgen dabei insbesondere das Ziel, soziale Zugangsbeschränkungen zur Universität zu vermeiden. Die Mitglieder der StudierendenGesellschaft begreifen die Wahrung und Weiterentwicklung der freiheitlichen Bedingungen und der Qualität des Studiums an der Universität Witten/Herdecke als gemeinsame Aufgabe.“

## Umsetzung
Die Universität Witten/Herdecke und der Verein stehen in einem partnerschaftlichen Vertragsverhältnis zueinander. Alle Studierenden leisten ihre Finanzierungsbeiträge über die StudierendenGesellschaft. Die Studierenden können frei zwischen der einkommensabhängigen Späterzahlung und einem Fixbeitrag, der in monatlichen Raten während des Studiums zu entrichten ist, auswählen. Der Fixbetrag entspricht dem auf Basis von Gehaltsannahmen für jeden Studiengang berechneten Barwert der Späterzahlung. Die Zahlungsvarianten können auch miteinander kombiniert werden.
Der StudierendenGesellschaft liegen heute als wesentliche Prinzipien die Drei Freiheiten und der Beitragsgedanke zugrunde.

### Die Drei Freiheiten
Der Verein gewährt mit ihrem Finanzierungsmodell den Studierenden der Universität Witten/Herdecke sog. drei Freiheiten:
Freiheit des Zugangs zum Studium: Die Universität wählt ihre Studierenden selber nach Persönlichkeit, Fachinteresse und Motivation aus. Diese Auswahl muss unabhängig vom finanziellen Hintergrund der Bewerber sein. Die Freiheit aller Studierenden, ihren Finanzierungsbeitrag nach oder während des Studiums zu entrichten, entspricht diesem Grundsatz.
Freiheit der Gestaltung des Studiums: Freiheit und Eigenverantwortung bei der Gestaltung des Studiums dürfen nicht durch einen Finanzierungsbeitrag eingeschränkt werden. Eine Ökonomisierung des Studiums – eine Beschränkung der Studiendauer durch finanzielle Zwänge – ist diesem Anspruch nicht angemessen. Dieser Grundsatz findet sich in der fixbetragsorientierten Sofortzahlung wieder.
Freiheit der Berufswahl: Alle Absolventen sollen sich ihren Arbeitsplatz frei aussuchen können. Die Wahl darf nicht durch einen fixen Schuldenberg eingeschränkt werden. Dieser Grundsatz findet sich in der einkommensabhängigen Späterzahlung wieder, d. h. man leistet nach dem Studium einen Beitrag gemäß den finanziellen Möglichkeiten.

### Der Beitragsgedanke
Den durch den Verein abgewickelten Studienbeiträgen liegt ein besonderer Beitragsgedanke zugrunde, der ein unternehmerisches Verständnis von Studierenden verkörpert. Die Beiträge der Studierenden werden an der Universität Witten/Herdecke als Beitrag zur gemeinsamen Unternehmung Universität  betrachtet und nicht als Preis oder Gebühr für das Studium. Daher leitet sich die Beitragshöhe von der Beitragsfähigkeit und dem Beitragswillen des Beitragenden ab und nicht von der Vermarktbarkeit eines Studienfachs. In diesem Verständnis liegt auch das Fundament für die vertraglich vereinbarte Regelung, dass die Beiträge ausschließlich im gegenseitigen Einvernehmen zwischen der Universität Witten/Herdecke und der StudierendenGesellschaft verändert werden können.

## Geschichte

### 1994: Einführung von Studiengebühren
Als die Studierenden der Universität Witten/Herdecke nach den Semesterferien im Herbst 1994 an ihre Universität zurückkehrten, wurde ihnen vom Präsidium der Universität offiziell verkündet, das ein von der Landesregierung und der damaligen Universitätsleitung geschnürtes Paket zur Sanierung der Universitätsfinanzen bis zur Jahrtausendwende Studiengebühren vorsah. Es ergab sich folgendes Dilemma: Einerseits schätzten die Studierenden die freiheitlichen Studienbedingungen an der Universität Witten/Herdecke, die durch eine gewöhnliche Studiengebührenregelung gefährdet worden wären. Andererseits schien eine finanzielle Beteiligung der Studierenden zur nachhaltigen Sicherung ebendieser Studienbedingungen unumgänglich.

### 1995: Erfindung des umgekehrten Generationenvertrags
Der Kerngedanke des umgekehrten Generationenvertrags entstand mitternachts am Küchentisch einer Wittener Studierenden-WG: Die Entkoppelung von Studium und Zahlung von Studiengebühren. Wenn die Rückzahlung nach Aufnahme der Berufstätigkeit möglich wäre, könnte die Ökonomisierung des Studiums vermieden werden. Mit einem finanziellen Beitrag, der sich an den eigenen Möglichkeiten statt an denen der Eltern bemisst, könnte die Universität bleiben, was sie ist: eine Hochschule, an der für die Aufnahme allein die individuelle Leistung gepaart mit Integrität und Verantwortungsbewusstsein gegenüber dem Ganzen ausschlaggebend ist. Das Prinzip des Umgekehrten Generationenvertrages ist einfach: Erst studieren, später zahlen. Auf diese Weise finanzieren die Absolventen den jeweils Studierenden ihr Studium.

### 1995: Gründung des Vereins
Es erschien den Studierenden notwendig, die Durchführung dieses Konzeptes in die eigenen Hände zu nehmen und dazu eine studentische Organisation ins Leben zu rufen. Im Mai 1995 wurde die StudierendenGesellschaft gegründet. Seitdem wickelt sie die Studienbeiträge an der Universität Witten/Herdecke ab. Die vertraglich verankerte Abwicklung der Studienbeiträge in der Verantwortung der Studierenden kann als ein Beispiel für die Ausgestaltung der Grundprinzipien der Universität Witten/Herdecke zur Freiheit ermutigen, nach Wahrheit streben, soziale Verantwortung fördern und ihres unternehmerischen Grundverständnisses von Universität gesehen werden. Die Höhe der Beiträge wird dabei im Einvernehmen zwischen der StudierendenGesellschaft und der Universität festgelegt.

### 2001: Gesellschafter der Universität
Im Jahr 2001 wurde der Verein durch das damalige Direktorium der Private Universität Witten/Herdecke gGmbH einer von 12 Direktoriumssitzen übertragen. Als das Direktorium im Jahre 2009 durch eine Gesellschafterversammlung ersetzt wurde, wurde die StudierendenGesellschaft zur Gesellschafterin der Universität. 2021 war ihr Anteil auf der Website der Universität mit 7,6 % ausgewiesen.

### 2005: Beteiligung an Rettung der Universität
Um die in finanzielle Schieflage geratene Universität Witten/Herdecke verstärkt zu unterstützen, beschloss die Mitgliederversammlung der StudierendenGesellschaft am 27. Juni 2005, ab dem Wintersemester 2005/2006 höhere Studienbeiträge für kommende Semester zu erheben. Da zeitgleich an vielen Universitäten gegen die Einführung von Studiengebühren demonstriert wurde, sorgte diese Erhöhung der Studienbeiträge an der Uni Witten-Herdecke, in der Öffentlichkeit für großes Aufsehen.

### 2009: Erneute Erhöhung der Beiträge
In der schweren finanziellen Krise der Universität Ende des Jahres 2008 wurde eine erneute Beitragserhöhung beschlossen, um die Universität in ihrer Sanierung zu unterstützen. Dem regulären Beitrag wurde ein zeitlich befristeter Sanierungsbeitrag hinzugefügt, welcher 2014 gesenkt werden konnte.

### 2014: Erste Studierendenanleihe
Aufgrund des Wachstums der Universität Witten/Herdecke auf bis zu 2500 Studierende, entsteht eine Finanzierungslücke für die StudierendenGesellschaft, da mehr Neu-Studierende sich einschreiben und den Umgekehrten Generationenvertrag in Anspruch nehmen, als Alumni ihren Beitrag zurückzahlen.
Zur Überbrückung des Zeitraums zwischen der Verauslagung der Finanzierungsbeiträge an die Universität und dem Einsetzen der Rückzahlungen der geförderten Studierenden begab die StudierendenGesellschaft im November 2014 ihre erste StudierendenAnleihe, welche mit einem Volumen von € 7,5 Mio., einer Laufzeit von 10 Jahren und mit einem jährlichen Festzins von 3,6 % ausgestattet war. Die Anleihe wird im Freiverkehr an der Börse Düsseldorf gehandelt, Folgeanleihen sind in einem Drei- bis Vierjahresrhythmus geplant. Die Frankfurter Allgemeine Sonntagszeitung bezeichnete die Anleihe als „attraktive Anleihe“ mit „üppigem Zinssatz“.

## Sonstiges
Bekannte (ehemalige) Mitglieder des Aufsichtsrats sind die Anthroposophen Konrad Schily (Gründungspräsident der Universität Witten/Herdecke) und Götz Werner (dm-Gründer) sowie der Medizinrechtler Peter Gaidzik (Professor an der Universität Witten/Herdecke), Mediziner Klaus Dörner (emeritierter Professor an der Universität Witten/Herdecke) und der Journalist Hans Leyendecker.